# Füstös medvelepke
A füstös medvelepke vagy vöröses medvelepke (Phragmatobia fuliginosa) a rovarok (Insecta) osztályának lepkék (Lepidoptera) rendjébe, ezen belül a medvelepkefélék (Arctiidae) családjába tartozó faj.
Nemének a típusfaja.

## Előfordulása
A füstös medvelepke egész Európában, valamint Ázsiában és Észak-Amerikában honos, nemének leggyakoribb fajai közé tartozik.

## Alfajai
- Phragmatobia fuliginosa borealis (Staudinger, 1871) Eurázsia északi részei
- Phragmatobia fuliginosa melitensis (O. Bang-Haas, 1927) Málta
- Phragmatobia fuliginosa paghmani (Lének, 1966) Transzkaukázus: Azerbajdzsán, Irán, Észak-Irak, Afganisztán, Közép-Ázsia, Dél-Kazahsztán, Kína, főleg Nyugat-Hszincsiang-Ujgur Autonóm Terület)
- Phragmatobia fuliginosa pulverulenta (Alphéraky, 1889) Kína, főleg Kelet-Hszincsiang–Ujgur Autonóm Terület, Csinghaj, Belső-Mongólia Autonóm Terület, Mongólia déli részei és részben Kazahsztán délkeleti részei
- Phragmatobia fuliginosa rubricosa (Harris, 1841) Észak-Amerika
- Phragmatobia fuliginosa taurica (Daniel, 1970) Közel-Keleten, Dél-Törökországtól Palesztináig

## Megjelenése
A füstös medvelepke elülső szárnya 1,4–2 centiméter hosszú, felül fahéjbarna színű, a közepén kis fekete ponttal. A hátulsó szárnya többnyire élénkvörös, fekete foltokkal, amelyek egyedenként nagyon változók. A medvelepkékre jellemzően teste sűrűn szőrös. Feltűnő színezete figyelmeztetés az énekesmadarak számára. Amennyiben ezt egy fiatal madár nem ismeri fel idejekorán, és megpróbálja elfogyasztani a lepkét, olyan tapasztalatra tesz szert, amelyet egyhamar nem felejt el: az állat annyira rossz ízű, hogy többé biztosan nem nyúl hozzá.
|  |  |

## Életmódja
A füstös medvelepke rétek, legelők, erdőszélek, fenyéres területek és kopárosok lakója. A hegységekben 3000 méter magasságig hatol fel.

## Szaporodása
A füstös  medvelepke repülési ideje júniustól szeptember végéig tart. Vörösesbarna hernyóit sűrű, hosszú szőrök borítják, többnyire a talajban, bábállapotban telelnek át. Tápnövényeik kisebb lágy szárú növényekből állnak.